# Sudaraž
Sudaraž es una localidad de Croacia en el ejido del municipio de Petlovac, condado de Osijek-Baranya.

## Geografía
Se encuentra a una altitud de 90 m s. n. m. a 308 km de la capital nacional, Zagreb.

## Demografía
Para la fecha del censo 2011 la localidad se encontraba deshabitada.
| Gráfica de población de Sudaraž 1857-2011                           |
|                                                                     |
| Según los censos de población de la oficina estadística de Croacia. |